# Moritz Thausing
Moritz Thausing (3. června 1838, zámek Čížkovice – 11. srpna 1884, Litoměřice) byl rakouský historik umění a spolu s Rudolfem Eitelbergerem jeden ze zakladatelů Vídeňské školy dějin umění.

## Život
Moritz Thausing byl synem ředitele zámku Čížkovice. Maturoval na německém gymnasiu v Mostě (1856) a svou vědeckou kariéru začal jako student německé literatury a historie na pražské univerzitě, odkud roku 1858 odešel do Vídně, kde pokračoval ve studiu germanistiky (prof. Franz Pfeiffer), historie (prof. Theodor von Sickel) a dějin umění (R. Eitelberger von Edelberg) na Österreichische Institut für Geschichtsforschung. Promoval na Univerzitě v Tübingen.
Ve Vídni se seznámil s Rudolfem Eitelbergerem, který byl od roku 1852 prvním docentem dějin umění a archeologie a od roku 1874 řádným profesorem dějin umění na Vídeňské univerzitě.
Pod vlivem Eitelbergera a Gustava Heidera, se Thausing začal věnovat studiu dějin umění. V roce 1862 získal práci jako asistent knihovny na vídeňské Akademii výtvarných umění, kde také přednášel všeobecnou světovou a kulturní historii. V roce 1864 pro něj Eitelberger zajistil místo správce grafické sbírky v Albertině. O roku 1868 Thausing Albertinu řídil a roku 1876 byl jmenován jejím oficiálním ředitelem.
Roku 1871 byl Thausing aktivním účastníkem setkání expertů v Drážďanech (Alfred Woltmann, Carl von Lützlow, Adolf von Bayersdorfer, Friedrich Lippmann, Wilhelm Lübke, Bruno Meyer, Karl Woermann, G Malsz a Wilhelm Bode), kteří měli posoudit pravost jedné ze dvou verzí obrazu Hanse Holbeina mladšího Darmstadtská Madona. Toto „Holbeinovské zasedání“ bylo v 19. století důležitou událostí pro historii umění, protože se zde uplatnily nejrůznější nové metodologické přístupy k určení autenticity díla.
V letech 1865-68 byl docentem všeobecných světových a kulturních dějin a roku 1873 byl Thausing, opět na přímluvu Eitelbergera, jmenován mimořádným profesorem dějin umění na Universitě. Jako řádný profesor zde působil od roku 1879 až do své předčasné smrti roku 1884. Thausing byl také prozatímním ředitelem nově založeného Istituto Austriaco di studi storici v Římě, ale krátce po jmenování se jeho zdravotní stav začal rychle zhoršovat v důsledku nevyléčitelné neurózy, se kterou se potýkal celý život. Po pobytu v psychiatrické léčebně byl na dovolené v rodném kraji poblíž Litoměřic, kde ukončil život ve 46 letech sebevraždou - utonutím v Labi.

## Dílo
Thausing se podrobně zabýval dílem Albrechta Dürera a jeho okruhem (Hans von Kulmbach, Hans Baldung Grien) a italskou renesancí (Masaccio, Masolino, Tizian, Michelangelo).
S Eitelbergerem a Thausingem, kteří se opírali o teze tehdy vedoucích historiků umění Gottfrieda Sempera a Jacoba Burckhardta, začíná přísné stádium Vídeňské školy, které vystřídalo romantický historismus doznívající kolem poloviny 19. století.
Pokud jde o metodiku, hrál teoreticky vyspělejší Thausing klíčovou roli v osamostatnění historie umění jako vědecké disciplíny. Zatímco Eitelberger usiloval o rovnoprávné postavení historického výzkumu a estetického hodnocení výtvarného umění, Thausing prosazoval úplnou emancipaci historie umění od všech příbuzných oborů. Podle něj je úkolem historika shromáždění všech dostupných faktů o díle a nikoli jeho estetické hodnocení. V tomto ohledu byl silně ovlivněn experimentální empirickou metodou italského vědce a znalce umění Giovanni Morelliho, kterého nazýval bratrem v Raffaelovi (fratello in Raffaele). Morelli, původně lékař, vyvinul svou metodu založenou na podrobném zkoumání drobných detailů a charakteristickém rukopisu malíře. Metoda nebyla dokonalá, ale představovala první krok ke srovnávací analýze stylu, která se stala základem moderní historie umění.
Tato metoda byla dále rozvinuta Thausingovými studenty, k nimž patřili zejména Alois Riegl a Franz Wickhoff, nejdůležitější představitelé Vídeňské školy dějin umění.

### Vybrané práce autora
- Das natürliche Lautsystem der menschlichen Sprache. Leipzig 1863
- Dürers Briefe, Tagebücher und Reime, Wien 1872
- Die Votivkirche in Wien, Wien 1879
- Le livre d'esquisses de J. J. Callot, Wien 1881
- Dürer. Geschichte seines Lebens und seiner Kunst, 2 Bde., Leipzig 1876, 1884, Paříž 1878, Berlín 1928
- Wiener Kunstbriefe, Leipzig 1884

### Ocenění
- 1876 Rytířský řád Franze Josepha za vědecké zásluhy (von Thausing)

### Studenti Thausinga
- Alois Riegl
- Franz Wickhoff
- Karel Boromejský Mádl